# Alessandro Scarlatti
Alessandro Pietro Scarlatti, född 2 maj 1660 i Palermo, död 22 eller 24 oktober 1725 i Neapel, var en italiensk tonsättare under barocken och företrädare för neapelskolan. 
Som tolvåring anlände Alessandro Scarlatti till Rom där han träffade epokens ledande musiker som Giacomo Carissimi, Bernardo Pasquini och Arcangelo Corelli. Han var verksam i Neapel och Rom, bland annat som kapellmästare hos drottning Kristina 1679–1683. Åren 1684–1702 och 1708–1725 verkade han som kapellmästare vid hovet i Neapel. Bland hans elever fanns Johann Adolf Hasse, Francesco Geminiani och sonen Domenico Scarlatti.
Scarlatti var mycket produktiv och han komponerade bland annat
- 115 operor
- cirka 200 mässor (bland annat Messa di Santa Cecilia, Missa ad usum cappellae pontificiae, Missa clementina)
- cirka 600 kammarkantater
- talrika oratorier och motetter
- orkesterverk
  - 12 sinfonie di concerto grosso
  - 6 stråkkonserter
  - 6 cembalokonserter

## Eftermäle
Nedslagskratern Scarlatti på planeten Merkurius är uppkallad efter honom och sonen Domenico.